# Брацлавец, Пётр Фёдорович
Пётр Фёдорович Брацлавец (1925—1999) — советский учёный, создатель космического телевидения.

## Биография
Родился 11 апреля 1925 года на станции Христиновка (ныне в Черкасской области, Украина).
Учился в Одесской военно-морской специальной школе и в Ленинградском высшем военно-морском училище им. Ф. Э. Дзержинского.
Участник войны, был ранен и контужен.
После демобилизации поступил в Одесский электротехнический институт, потом перевелся во Всесоюзный заочный электротехнический институт связи, который окончил в 1950 г.
С 1948 и до последних дней жизни работал в НИИ-380 (ВНИИ телевидения) в должностях от техника до ведущего научного сотрудника.
В 1954—1957 заместитель главного конструктора телевизионной авиационной системы для передачи изображения на сверхдальние расстояния.
С 1957 г. участник космической программы. Создал аппаратуру для фотографирования и передачи на Землю (впервые в мире) ТВ-снимков обратной стороны Луны (1959; автоматическая межпланетная станция «Луна-3»).
Главный конструктор комплексов телевизионного оборудования для обеспечения полетов космических кораблей «Восток», «Союз».
С 1961 г. начальник лаборатории № 2, с 1963 г. начальник отдела № 14, затем — отдела № 31.
В 1978 г. по состоянию здоровья ушёл с должности начальника 31-го отдела ВНИИТ, но продолжил работать в институте.
Умер 29 января 1999 года. Похоронен на Северном кладбище.

## Научные труды
- Космическое телевидение [Текст] : (некоторые вопросы теории и практики построения систем косм. телевидения) / П. Ф. Брацлавец, И. А. Росселевич, Л. И. Хромов. — 2-е изд., доп. — Москва : Связь, 1973. — 248 с. : ил. ; 21 см.

## Награды и звания
Кандидат технических наук (1974).
Лауреат Ленинской премии (1960 год), Государственной премии СССР (1981 год).
Награждён орденами (в том числе орденом Ленина) и медалями, в том числе «За оборону Кавказа» и «За победу над Германией» и памятными медалями Ю. Гагарина, С. Королева, М. Келдыша, М. Рязанского.

## Память
В честь его учрежден знак Федерации космонавтики России с надписью «Создатель космического телевидения».